# Echium hierrense
Echium hierrense là loài thực vật có hoa trong họ Mồ hôi. Loài này được Webb ex Bolle mô tả khoa học đầu tiên năm 1867.